# Carollia perspicillata
Murciélago frutero común (Carollia perspicillata) es una especie de murciélago común y situado en América del Sur y América Central.
C. perspicillata habita en perennes húmedos y los bosques secos de hojas caducas, por lo general por debajo de 1000 metros de altitud, suele posarse en grupos de 10 a 100 murciélagos en las cuevas, árboles huecos, túneles y alcantarillas de las carreteras. Se alimenta de un mínimo de 50 especies diferentes de frutas, así como el polen y los insectos.

## Referencias

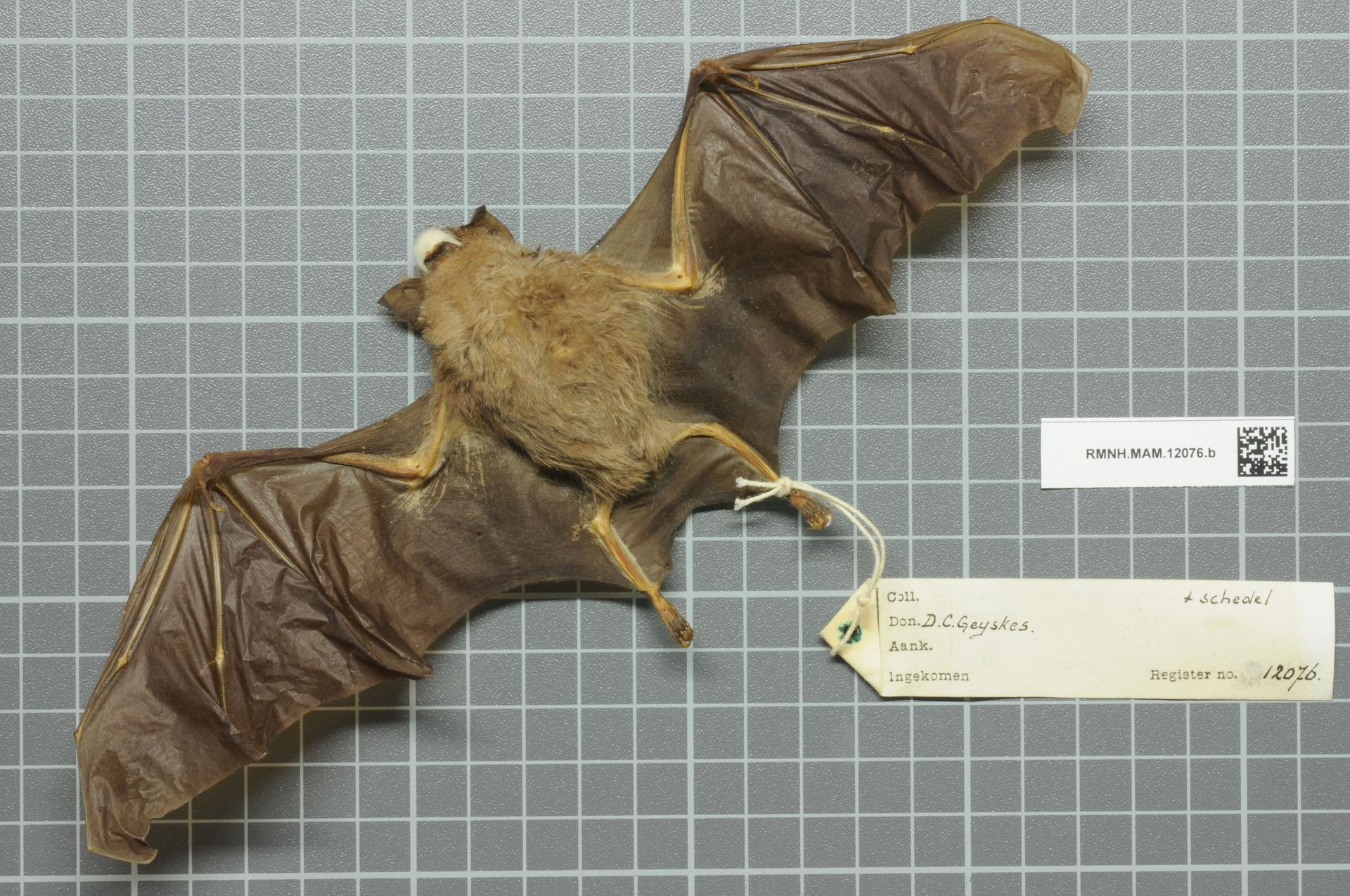
Espécimen de museo, vista del vientre
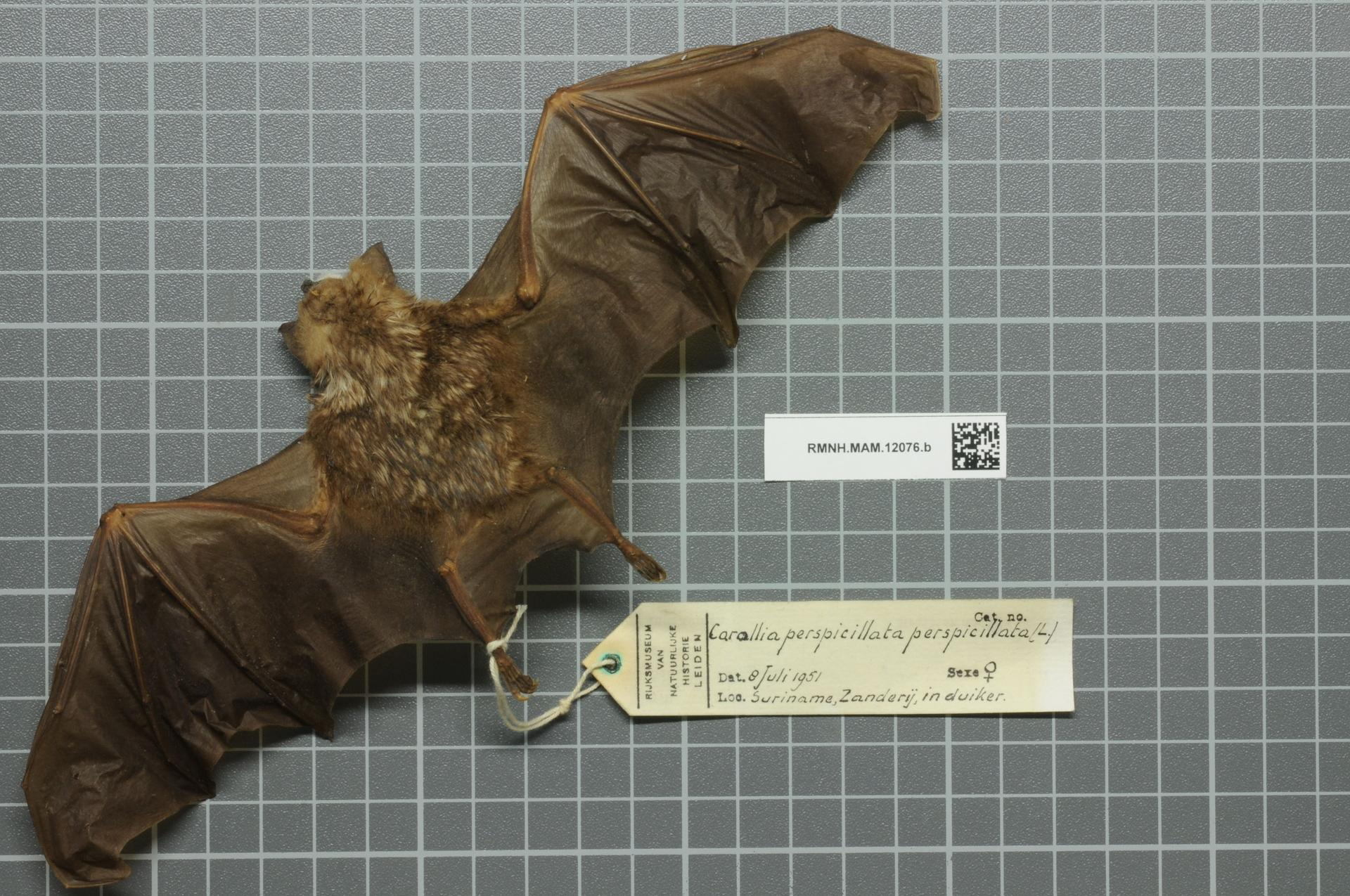
Espécimen de museo mismos, vista posterior